# Myxaster
Genre
Myxaster est un genre d'étoiles de mer de la famille des Myxasteridae.

## Description et caractéristiques
Ce sont des étoiles abyssales, vivant généralement à plus de 1 000 m de profondeur. Pour ces raisons, elles sont encore très peu connues et considérées comme rares.

## Liste des genres

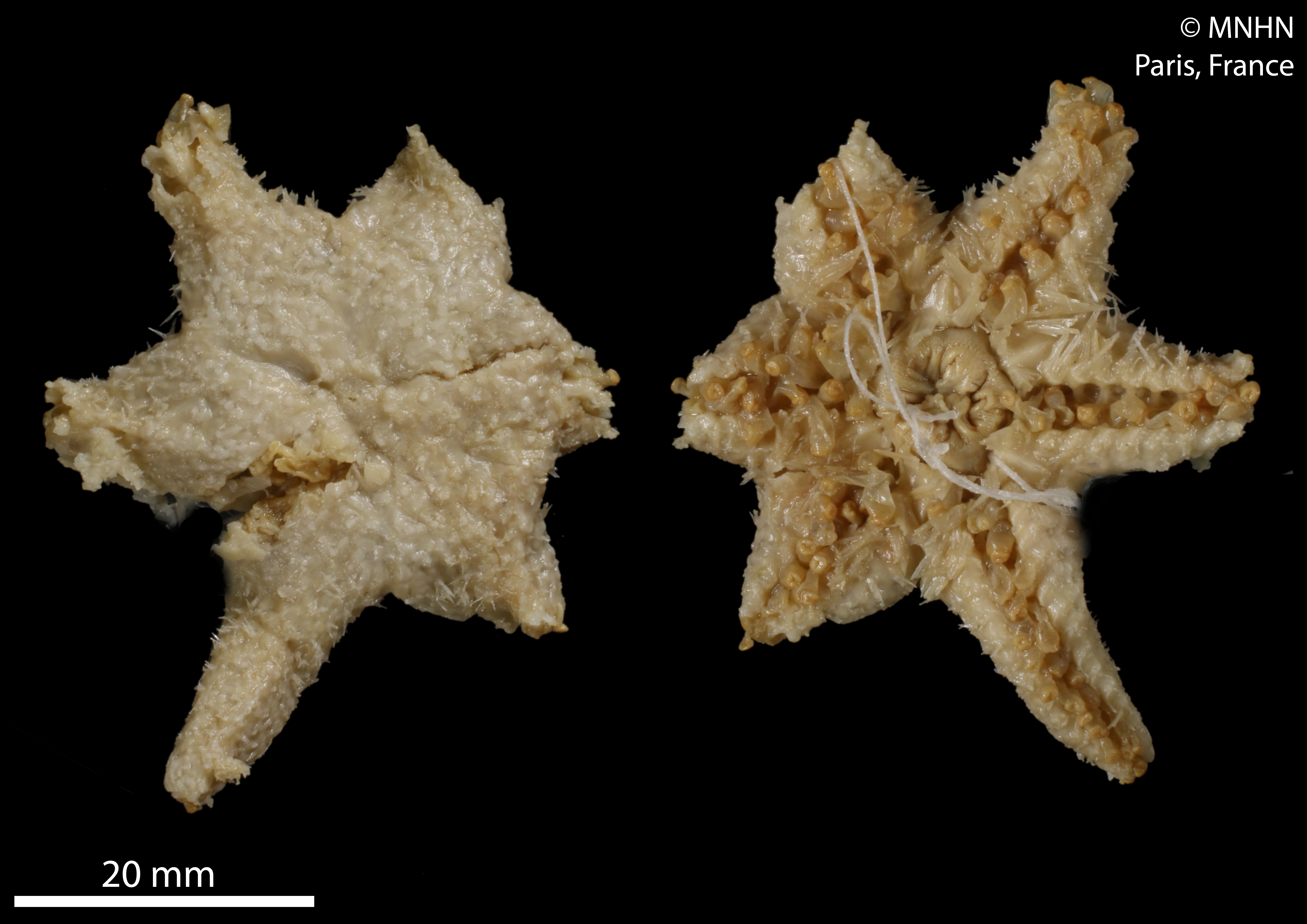
Myxaster perrieri (MNHN).

Selon World Register of Marine Species (30 mai 2014) :
- Myxaster medusa (Fisher, 1913)
- Myxaster perrieri Koehler, 1896
- Myxaster sol Perrier, 1885